# Opas trilineata
Opas trilineata là một loài nhện trong họ Tetragnathidae.
Loài này thuộc chi Opas. Opas trilineata được Cândido Firmino de Mello-Leitão miêu tả năm 1940.